# گیلبرت کالگیت
گیلبرت کالگیت (انگلیسی: Gilbert Colgate; ۲۱ دسامبر ۱۸۹۹ – ۹ اکتبر ۱۹۶۵)از برندگان مدال‌های بازی‌های المپیک زمستانی اهل ایالات متحده آمریکا بود.